# Věteřov
Věteřov är en ort i Tjeckien.   Den ligger i regionen Södra Mähren, i den sydöstra delen av landet, 220 km sydost om huvudstaden Prag. Věteřov ligger 265 meter över havet och antalet invånare är 506.
Terrängen runt Věteřov är platt söderut, men norrut är den kuperad. Terrängen runt Věteřov sluttar söderut. Runt Věteřov är det ganska tätbefolkat, med 230 invånare per kvadratkilometer. Närmaste större samhälle är Kyjov, 5,2 km öster om Věteřov. Trakten runt Věteřov består till största delen av jordbruksmark.